# Университет Кванъун (станция метро)
«Университет Кванъун» (кор. 광운대역) — пересадочная наземная станция Сеульского метро на Первой (Кёнвон) и Кёнчхун линиях. До 25 декабря 2013 года станция носила официальное название Сонбук.
На Первой (Кёнвон) линии станция обслуживается поездами локального и экспресс сообщения; на линии Кёнчхун станция поездом метро обслуживается только в час пик, поездом экспресс (ITX) — нет. На станции установлены платформенные раздвижные двери.
Она представлена тремя платформами. Станция на двух линиях обслуживается корпорацией железных дорог Кореи (Korail). Расположена в квартале Вольке-дон района Новонгу города Сеул (Республика Корея).
Пассажиропоток — на 1 линии 20 501 чел/день (на 2012 год).
Станция железной дорогиъу пригородного сообщения была открыта 25 июля 1939 года на линии Кёнвон, в том же году введена в эксплуатацию линия Кёнчхун. 15 августа 1974 года линия Кёнвон была реорганизована и интегрирована в систему Сеульского метрополитена и стала частью Первой линии, а 21 декабря 2010 года — линия Кёнчхун. Станция метро была открыта в составе участка Университет Кванъун—Сувон первой очереди Первой линии 15 августа 1974 года (длина 54,8 км; всего 28 станцийː интегрированы 2 станции линии Кёнвон — Университет Кванъун и Университет иностранных языков Хангук, введено 9 станций изначально для метро, 17 станций других линий).